# بطارية زنك وهواء

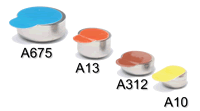
بطاريات زنك وهواء صغيرة لأجهزة السمع

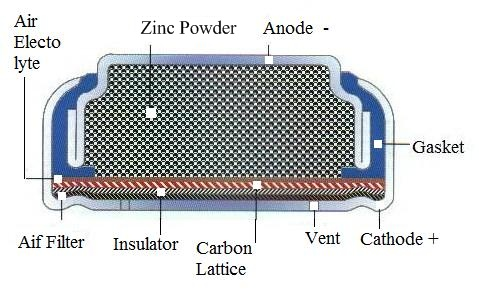
مقطع عرضي لخلية الزنك والهواء

بطارية الزنك والهواء (أو خلية الزنك والهواء) هي نوع من أنواع البطاريات غير القابلة للشحن تعتمد في عملها على أكسدة الزنك بواسطة أكسجين الهواء. تعطي هذه البطاريات فرق جهد كهربائي أعظمي مقداره 1.60 فولت، وعملياً يتراوح الجهد بين 1.35-1.4 فولت. تتميز هذه البطاريات بارتفاع كثافة الطاقة وانخفاض تكلفة الإنتاج؛ كما يمكن تصميم هذه البطارية على هيئة بطارية زر.

## آلية العمل
يتألف المصعد (الأنود) في بطارية الزنك والهواء من مسحوق مسامي من حبيبات الزنك، والتي تكون مشربة بشكل كافٍ من كهرل الزنكات. يتفاعل الأكسجين مع مسحوق الزنك على المهبط (الكاثود)، ليشكل أيونات الهيدروكسيل، والتي تهاجر إلى مسحوق الزنك ليتشكل مركب الزنكات وتتحرر الإلكترونات لتعود إلى المهبط. يتحلل مركب الزنكات إلى أكسيد الزنك، بحيث يكون التفاعل الإجمالي أكسدة الزنك إلى أكسيد الزنك.

آلية عمل بطارية الزنك والهواء

|                  | التفاعل |
| ---------------- | --- |
| المصعد           | {\displaystyle \mathrm {2\ Zn+8\ OH^{-}\to 2\ Zn(OH)_{4}^{2-}+4\ e^{-}} \quad (\mathrm {E^{0}} =-1{,}199\,\mathrm {V} )} |
| الكهرل           | {\displaystyle \mathrm {2\ Zn(OH)_{4}^{2-}\to 2\ ZnO+2\ H_{2}O+4\ OH^{-}} }                                              |
| المهبط           | {\displaystyle \mathrm {O_{2}+2\ H_{2}O+4\ e^{-}\to 4\ OH^{-}} \quad (\mathrm {E^{0}} =0{,}401\,\mathrm {V} )}           |
| التفاعل الإجمالي | {\displaystyle \mathrm {2\ Zn+O_{2}\to 2\ ZnO} \quad (\Delta U=1{,}6\,\mathrm {V} )}                                     |